# Heihachirō Fukuda
Heihachirō Fukuda (Ōita, 28 febbraio 1892 – 22 marzo 1974) è stato un artista giapponese.

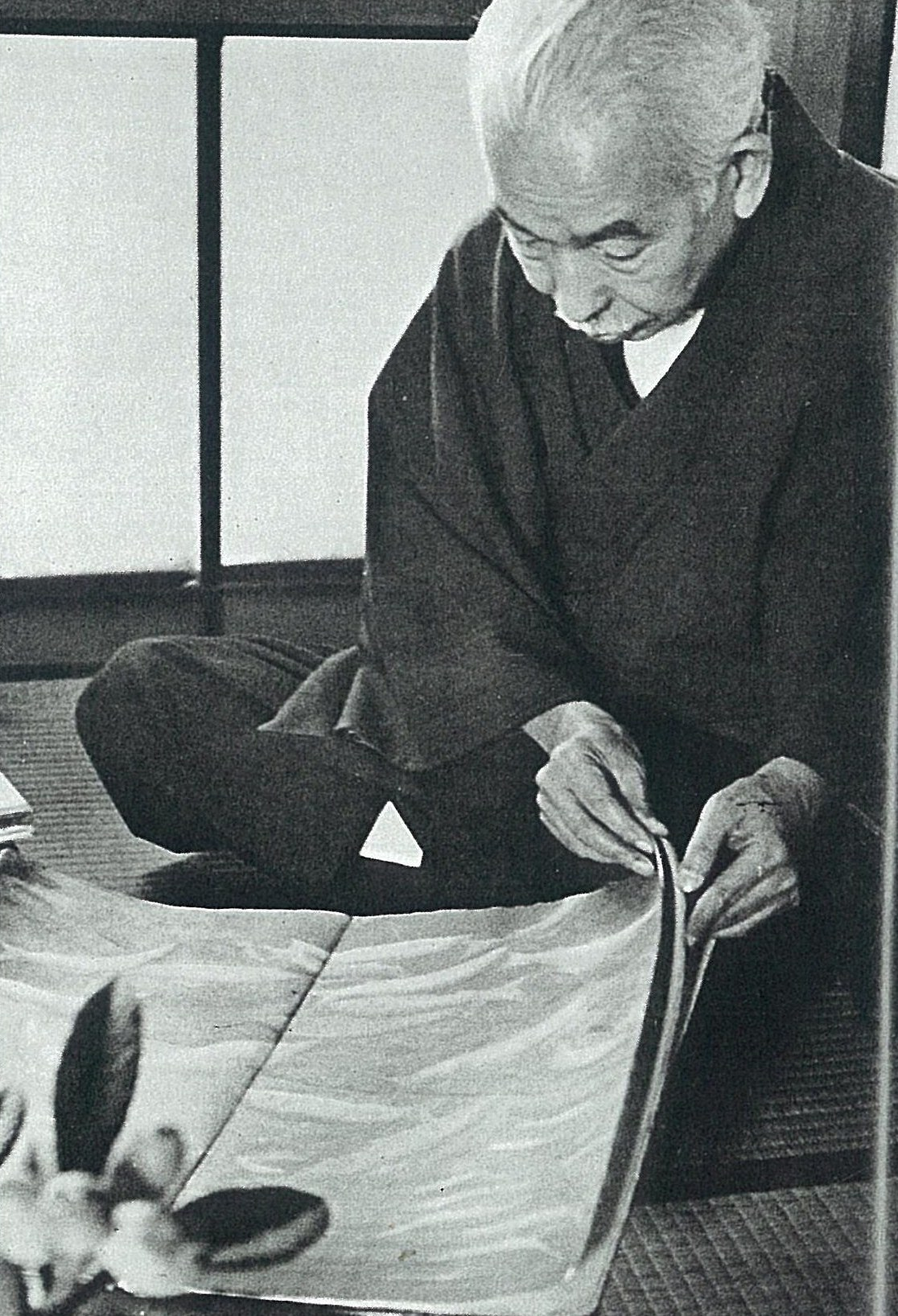
Heihachirō Fukuda (1961)

Pittore realista, nel 1953 passò all'astrattismo  con il quadro Pioggia.